# Beauchamps-sur-Huillard
Beauchamps-sur-Huillard è un comune francese di 439 abitanti situato nel dipartimento del Loiret nella regione del Centro-Valle della Loira.

## Società

### Evoluzione demografica
Abitanti censiti